# Герман Ферч
Герман Ферч (нім. Hermann Foertsch; 4 квітня 1895, Дранов — 27 грудня 1967, Мюнхен) — німецький воєначальник, генерал піхоти вермахту. Кавалер Лицарського хреста Залізного хреста.

## Біографія
Син працівника державної адміністрації Прусської комісії з розселення в Позені і Західній Пруссії. Старший брат Фрідріха Ферча.
20 листопада 1913 року вступив в сухопутні війська. Учасник Першої світової війни. Після демобілізації армії залишений в рейхсвері. З 15 серпня 1932 року — прес-аташе Військового міністерства. З 1 жовтня 1936 року — командир 4-го піхотного полку. З 1 лютого 1937 року — викладав у Військовій академії.
Під час Польської кампанії з 1 вересня 1939 року був начальником штабу 26-го армійського корпусу. У 1940 році служив в Генеральному штабі по відомству військово-навчальних закладів. З 10 травня 1941 року — начальник штабу 12-ї армії, з 1 серпня 1942 року — групи армій «E». Найближчий співробітник Александера Лера. З 23 серпня 1943 року — начальник штабу групи армій «F». 28 березня 1944 року призначений командиром 21-ї піхотної дивізії на радянсько-німецькому фронті. З 22 вересня 1944 року — командир 10-го армійського корпусу. З початку лютого по 28 лютого 1945 року — заступник командувача 19-ю армією на Західному фронті. З 26 березня 1945 року — командувач 1-ю армією.

## Звання
- Фанен-юнкер (20 березня 1913)
- Фанен-юнкер-унтер-офіцер (27 серпня 1913)
- Фенріх (20 листопада 1913)
- Лейтенант (5 серпня 1914)
- Обер-лейтенант (5 серпня 1914)
- Ротмістр (1 лютого 1926)
- Гауптман (1 жовтня 1928)
- Майор запасу (17 серпня 1932)
- Майор (1 травня 1933)
- Оберст-лейтенант (1 січня 1936)
- Оберст (1 червня 1938)
- Генерал-майор (1 лютого 1942)
- Генерал-лейтенант (1 січня 1943)
- Генерал піхоти (9 листопада 1944)

## Нагороди
- Залізний хрест 2-го і 1-го класу
- Королівський орден дому Гогенцоллернів, лицарський хрест з мечами (15 травня 1918)
- Нагрудний знак «За поранення» в чорному
- Почесний хрест ветерана війни з мечами
- Медаль «За вислугу років у Вермахті» 4-го, 3-го, 2-го і 1-го класу (25 років)
- Застібка до Залізного хреста 2-го і 1-го класу
- Німецький хрест в золоті (20 липня 1943)
- Відзначений у Вермахтберіхт (4 серпня 1944)
- Лицарський хрест Залізного хреста (27 серпня 1944)